# Groenkapbaardvogel
De groenkapbaardvogel (Psilopogon incognitus synoniem: Megalaima incognita) is een Aziatische baardvogel die voorkomt in Zuidoost-Azië.

## Beschrijving

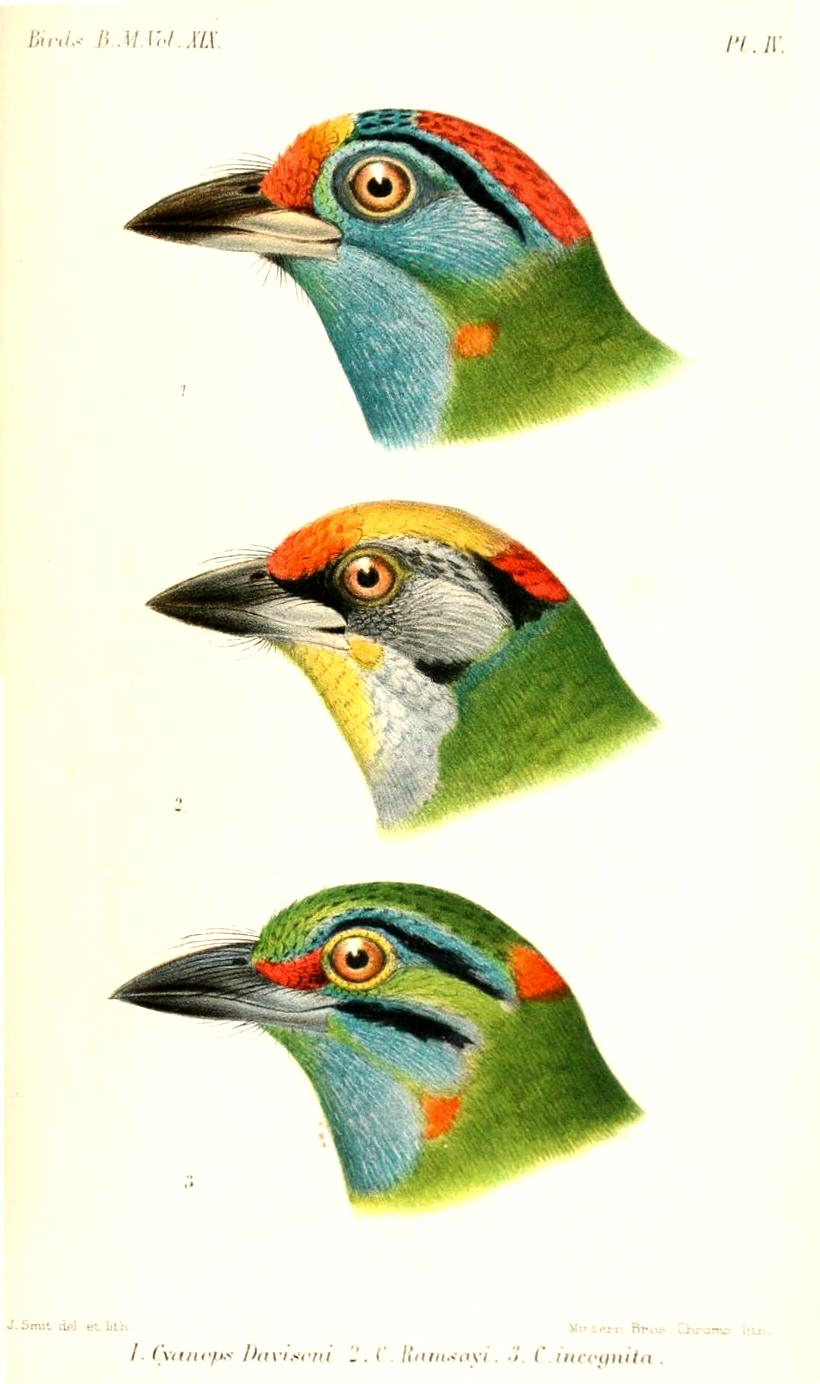
Afbeeldingen van de blauwkeelbaardvogel (boven), goudkeelbaardvogel (midden) en de groenkapbaardvogel (onder). Illustratie gemaakt door John Gerrard Keulemans.

De groenkapbaardvogel is 23 cm lang. Hij is -net als de andere Aziatische baardvogels- vrij plomp van bouw en overwegend groen gekleurd. Hij heeft een forse, donker gekleurde snavel met borstels aan de basis van de snavel. Hij lijkt nog het meest op de blauwkeelbaardvogel, want ook deze baardvogel heeft een blauwe keel en wangen. Hij verschilt van de blauwkeelbaardvogel door een groene tot blauwgroene kruin (in plaats van rood), een kleine zwarte oogstreep en een zwarte mondstreep onder de snavel. Daarom heet hij in het Engels Moustached Barbet.

## Verspreiding en leefgebied
De groenkapbaardvogel komt voor het noorden van het schiereiland Malakka (Tenasserim in Myanmar en het zuiden van Thailand) verder in het noorden van Thailand, Laos, Cambodja en Vietnam. Het is een plaatselijk algemene standvogel van verschillende typen bos tot op een hoogte van 1800 m boven de zeespiegel.
De soort telt 3 ondersoorten:
- P. i. incognitus: zuidelijk Myanmar en westelijk Thailand.
- P. i. elbeli: noordoostelijk en oostelijk Thailand, noordelijk Laos en noordelijk Vietnam.
- P. i. eurous: zuidoostelijk Thailand, Cambodja, zuidelijk Laos en zuidelijk Vietnam.

## Status
De groenkapbaardvogel heeft een groot verspreidingsgebied en daardoor alleen al is de kans op uitsterven uiterst gering. De grootte van de populatie is niet gekwantificeerd, maar er zijn aanwijzingen dat de soort afneemt. Echter, het tempo ligt onder de 30% in tien jaar (minder dan 3,5% per jaar) en deze redenen staat deze baardvogel als niet bedreigd op de Rode Lijst van de IUCN.